# Sühnekreuz (Reichardtswerben)

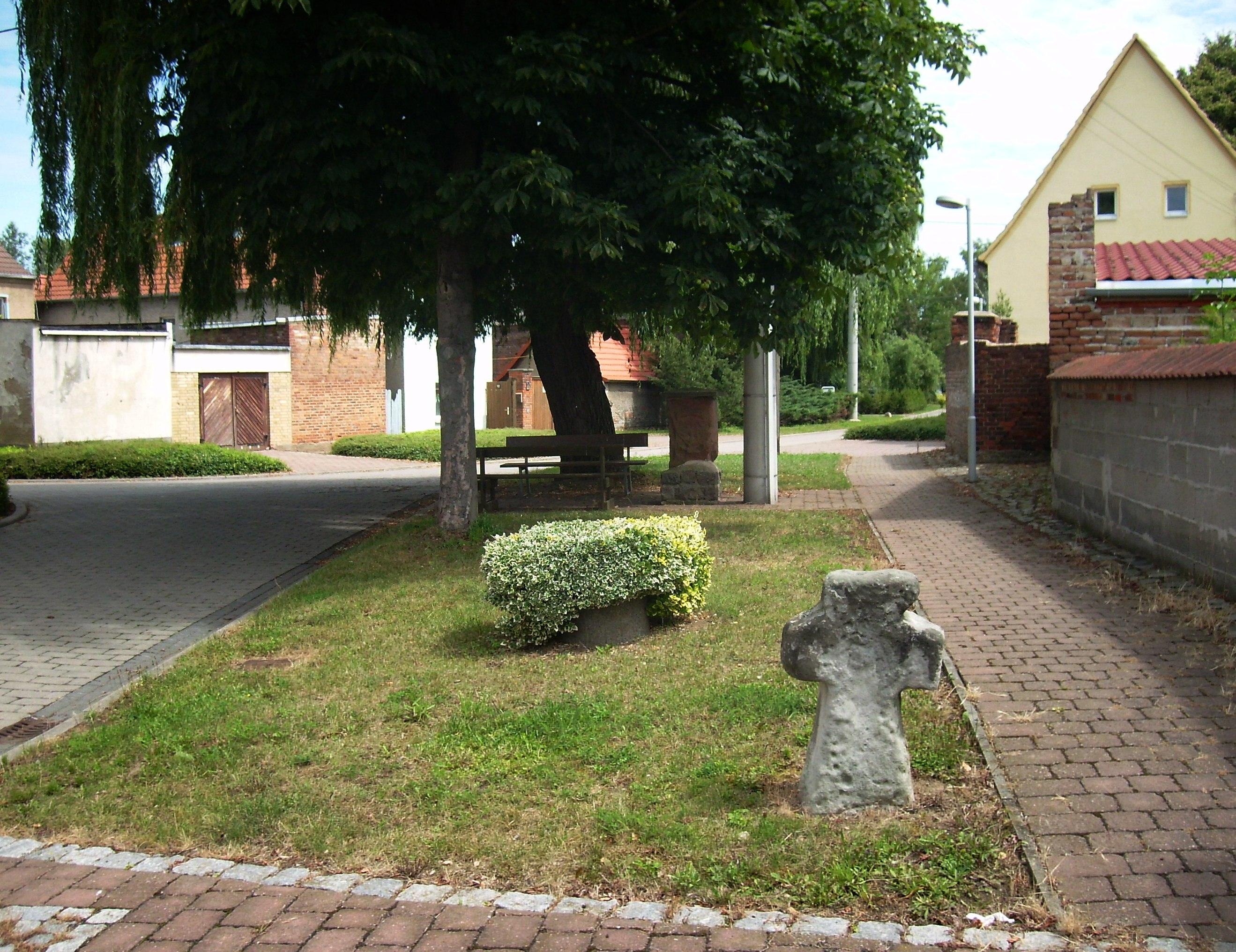
Sühnekreuz in der Kirchgasse vor der Hausnummer 22

Das Sühnekreuz von Reichardtswerben ist ein denkmalgeschütztes Sühnekreuz im Ortsteil Reichardtswerben der Stadt Weißenfels in Sachsen-Anhalt. Im örtlichen Kulturdenkmalverzeichnis ist es unter der Erfassungsnummer 094 66217 als Kleindenkmal eingetragen.
Beim Sühnekreuz von Reichardtswerben handelt es sich um ein parallelkantiges lateinisches Kreuz aus dem 15. Jahrhundert. Im Volksmund existieren zwei Geschichten über den Grund der Aufstellung des Kreuzes. Danach markiert das Kreuz entweder eine Stelle an der ein Reiter im Sumpf einer Quelle versank oder es steht im Zusammenhang mit einem Brudermord. Das Sühnekreuz steht auf einer Grünfläche in der Kirchgasse, ehemals Posendorf, vor der Hausnummer 22 und steht seit 2017 unter Denkmalschutz.